# دارع

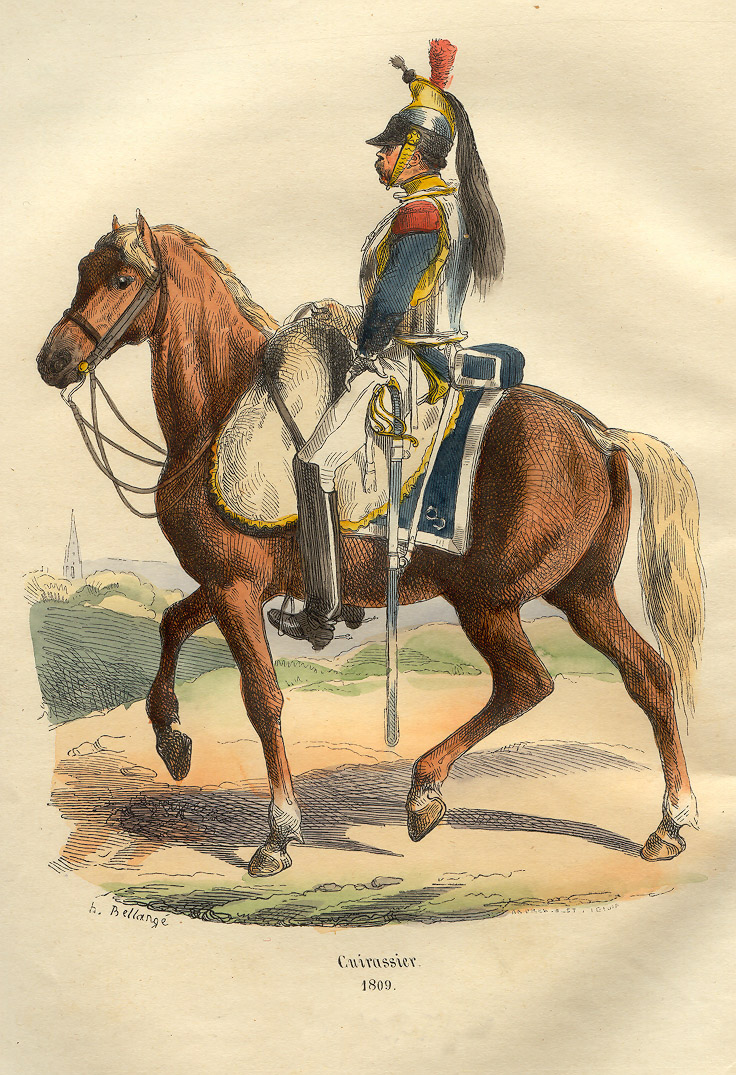
دارع فرنسي (1809).

الدُرّاع (المفرد: دارِع) هم فرسان كل منهم مزود بدرع وسيف ومسدسات. ظهر الدُرّاع لأول مرة في منتصف إلى أواخر القرن السادس عشر في أوروبا نتيجة لسلاح الفرسان المدرع، مثل الجنود المسلحين والرمّاحين، تركوا رماحهم واعتمدوا المسدسات كسلاح أساسي لهم. في الجزء الأخير من القرن السابع عشر، تخلى الدرّاع عن دروع الأطراف ثم ارتدوا فقط الدروع التي تغطي الصدر والظهر، وأحياناً ارتدوا الخوذ. بحلول هذا الوقت، أصبح السيف أو المنصل سلاحهم الأساسي، حيث صارت المسدسات سلاحاً ثانوية.
حقق الدُرّاع شهرة متزايدة خلال الحروب النابليونية، وتم إرسالهم للقتال آخر مرة في المراحل الأولى من الحرب العالمية الأولى (1914-1918). يواصل عدد من البلدان استخدام الدُرّاع كقوات احتفالية.

## روابط خارجية
- Napoleonic Cavalry: Cuirassiers, Dragoons
- Painting of a cuirassier regiment during the Napoleonic wars
- A detailed history of French cuirassier regiments
- Régiment Belge
- North American's 3rd Regiment
- Napoleonic Cavalry Association